# Озеленяване
Озеленяването е комплекс от дейности, които целят създаването на зелени пространства, заети от цветя, декоративна или местна растителност, настилки, водни ефекти и леки конструкции.
Озеленяването е свързано както с изграждане на частни дворни градини, така и с усвояване и устройство на територии, обществени площи и паркове, ботанически градини и обособени зелени кътове и алпинеуми към промишлени обекти. Озеленяването включва също и дейности по поддръжка на зелените площи.
Към озеленяването на дадено пространство спадат: изграждане на скални цветни кътове, алпинеуми, декоративни водни площи, декоративни настилки, плочопътеки от камък, плочопътеки на тревни фуги и ароматни пътеки, паркинги с пластмасови и бетонови решетъчни паркинг елементи. Към градинарските услуги спадат: затревяване на зелени площи с тревни смески и тревен чим, засаждане на декоративни вечнозелени и листопадни дървета и храсти, засаждане на цветя – едно- и многогодишни, засаждане на живи стени и плетове, създаване на декоративни дървесно-храстови групи и формации.
Професионалното озеленяване на даден терен се извършва основно на два етапа – подготвителен и изпълнителен.

## Подготвителен етап
Подготвителният етап включва:
- Геодезическо заснемане на терена – фундамента на всяка предпроектна и проектантска дейност. Реализацията на всеки архитектурен, строителен или устройствен проект започва с необходимостта от прецизна геодезическа информация.
- Вертикално планиране – свързва височинно по подходящ начин сградите и съоръженията чрез подходи, стълбища, пътеки и площадки, така че денивелацията на терена да се преодолее максимално лесно. Вертикалната планировка е важна и за запазването на местните, вече съществуващи растителни видове, тъй като предпазват почвата от ерозия.
- Ландшафтно проектиране – това е създаването на работен проект за озеленяване, съобразен със зададените изисквания и с данните от геодезическото заснемане на терена. Проектът съдържа посадъчна схема, според която се затревява терена и се засажда декоративна растителност.
- Други проекти, които могат да бъдат включени, са: Проект за автоматизирана поливна система, Проект отводнителна схема, 3D визуализация на проекта.

## Изпълнителен етап
Изпълнителният етап е физическото осъществяване на ландшафтния проект и включва почистване и обработка на терена, изграждане на поливна система при необходимост, засаждане на растителните видове, изграждане на алеи и декоративни ограждения.
Озеленяването, освен наука е и изкуство, и изисква добро наблюдение и дизайнерски умения. Един добър озеленител разбира елементите на природата и изграждането и ги съчетава.

## Услуги по поддържане на зелени площи
Услугите по поддържане на зелени площи са: косене на тревни площи, торене на зелени площи, подрязване на дървета и храсти, подрязване на живи стени и живи плетове, торене на декоративни дървета и храсти, торене на цветя, плевене на градини, почистване на градини от есенен листопад, аериране и грапене на тревни площи, предпазване на декоративната растителност от болести и вредители, пръскане с препарати за растителна защита.